# HMS Illustrious (87)
O HMS Illustrious foi um porta-aviões construído para a Marinha Real Britânica antes do começo da Segunda Guerra Mundial. A sua primeira missão realizou-se no mar Mediterrâneo, onde as suas aeronaves afundaram um navio de guerra italiano e severamente danificaram dois outros, durante a Batalha de Tarento, no final de 1940. Dois meses depois, este porta-aviões foi danificado por bombardeiros de mergulho alemães e foi reparado nos Estados Unidos.
Depois de sofrer mais danos na viagem de regresso a casa no final de 1941, o Illustrious foi rumou para o Oceano Indico no início de 1942 para dar apoio na invasão na Operação Ironclad, ondeo Reino Unido invadiu a colónia francesa de Madagascar. Depois de regressar a casa no início de 1943, foi transferida para a Força H para a Batalha de Salerno em 1943 e, após esta missão, retornou à frota do Indico no início de 1944. 
As suas aeronaves atacaram vários alvos nas zonas holandesas que haviam sido ocupadas pelo Japão. Após ficar um ano a atacar posições japonesas, o Illustrious foi para o Oceano Pacífico para se juntar à recém-formada Frota Britânica do Pacífico, participando na Batalha de Okinawa até ao momento em que, devido a falhas mecânicas, o porta-aviões foi forçado a regressar a casa em Maio de 1945 para ser reparado.
A guerra terminou quando o navio ainda estava a ser reparado, ao que o Almirantado decidiu utilizar o navio para servir de plataforma de treinos. Neste serviço, ele foi a pista de treino da esmagadora maioria das aeronaves que estariam destinadas a cumprir serviço em porta-aviões. Até aos anos 50, foi uma missão que completou com sucesso. Frequentemente, o navio também transportava tropas e participava em exercícios militares. Em 1951 transportou tropas para suprimir as revoltar no Chipre após o colapso do Tratado anglo-egípcio de 1936. Terminou o seu serviço em 1954 e, em 1956, o navio foi recolhido e transformado em sucata.